# Carl-Heinz Lüders
Carl-Heinz Lüders (* 5. Dezember 1913 in Posen; † 6. November 2006 in Berlin) war ein deutscher Diplomat. Er war unter anderem Botschafter der Bundesrepublik in Ghana und Luxemburg.

## Leben
Carl-Heinz Lüders studierte Rechtswissenschaften und wurde promoviert. Er beantragte am 14. Juni 1937 die Aufnahme in die NSDAP und wurde rückwirkend zum 1. Mai desselben Jahres aufgenommen (Mitgliedsnummer 4.350.726).
Von 1937 bis 1946 war Lüders im Justizdienst in Hamburg, zuletzt als Hilfsrichter am Hanseatischen Oberlandesgericht. Nach dem Ende des Zweiten Weltkriegs wurde er von 1946 bis 1949 als Mitarbeiter beim Zentral-Justizamt für die Britische Zone beschäftigt.
Von 1949 bis 1956 war Lüders im Bundesinnenministerium tätig. Dort war er zeitweise persönlicher Referent von Gustav Heinemann und später Leiter des Referates „Presse, Rundfunk, Film“ unter Innenminister Lehr. Von 1956 bis 1958 fungierte Lüders zwei Jahre als Generalsekretär der Europa-Union. Von 1958 bis 1961 war er für drei Jahre Referatsleiter im Auswärtigen Amt, bevor er 1961, damals im Rang eines Vortragenden Legationsrates Erster Klasse stehend, als deutscher Botschafter in Ghana nach Accra entsandt wurde, wo er bis 1963 blieb.
1966 wurde Lüders als deutscher Botschafter in Luxemburg bestallt. Diese Stellung behielt er bis 1971 bei. Es folgte ein dreijähriger Aufenthalt als Gesandter in Moskau. Von 1974 bis 1978 war Lüders Botschafter und Leiter der Ständigen Vertretung der Bundesrepublik Deutschland beim Europarat in Straßburg.
Laut einem Eintrag im Who’s Who von 1989 lebte Lüders zu dieser Zeit in Hamburg. Lüders war mit einer Tochter des Rechtsanwaltes Waldemar Botsch verheiratet.

## Schriften
- Gedanken zum Zeitcharter- und Reederproblem unter Berücksichtigung der Novelle vom 10. August 1937, 1939.
- Presse- und Rundfunkrecht, Berlin u. Frankfurt a. M. 1952.